# Холина салицилат
Холи́на салицила́т — лекарственное средство, анальгетик и антипиретик из группы производных салициловой кислоты, оказывает жаропонижающее, противовоспалительное и болеутоляющее действие.

## Свойства
Ингибирует активность фермента циклооксигеназы ЦОГ1 и ЦОГ2, угнетая синтез простагландинов, тормозит функции макрофагов и нейтрофилов. Обладает также противомикробным и противогрибковым действием (в кислой и щелочной среде). Хорошо всасывается при нанесении на слизистые оболочки, может применяться местно при наружном и среднем отите, с целью растворения ушной серы.